# 虞鐘
虞鐘（1427年—？），字廷宣，浙江衢州開化縣人，明朝政治人物。進士出身。

## 生平
景泰四年（1453年）癸酉科浙江鄉試第十一名。天順元年（1457年）丁丑科會試第五十八名，殿試登進士第二甲第三十二名。

## 家族
曾祖父虞舜咨，曾任元知縣。祖父虞彥英。父亲虞貴同。